# Крам, Джордж (изобретатель чипсов)
Джордж Крам (англ. George Crum) (15 июля 1824—22 июля 1914) — шеф-повар ресторана Moon’s Lake House на курорте в южной части озера у городка Саратога-Спрингс, Нью-Йорк, США. Широко упоминается как изобретатель чипсов.

## Биография
Джордж Крам родился в 1824 году. По происхождению — самбо. Работал шеф-поваром одного дорогого американского ресторана Moon’s Lake House.
По одной из версий, один клиент (видимо, Вандербильт, хотя его имя в контексте этой истории всплыло существенно позже, что заставляет сомневаться в его причастности) 24 августа 1853 года пожаловался (по другой версии, один из посетителей постоянно отсылал французскую картошку Крама обратно на кухню, говоря, что она слишком крупно порезана), что его картофель-фри был порезан слишком толсто (вернул блюдо обратно и публично отчитал шеф-повара). В ответ Крам нарезал картофель так, что тот просвечивался, обжарил его в масле до хруста и подал клиенту. Тот остался доволен. Блюдо было введено в меню под названием «Чипсы Саратога» (с англ. — «чипсы» — «ломтик, кусочек», Саратога — город ресторана)
Тем не менее, рецепт жареной картошки, подобной чипсам, был напечатан в США в 1832 году в одной кулинарной книге, что заставляет относиться к утверждению о изобретении чипсов в Саратога-Спрингс в 1853 году с некоторой долей скептицизма.
Умер 22 июля 1914 года в возрасте 90 лет.